# Algéria a 2024. évi nyári olimpiai játékokon
Algéria a franciaországi Párizsban megrendezett 2024. évi nyári olimpiai játékok egyik részt vevő nemzete volt. Az országot az olimpián 15 sportágban 46 sportoló képviselte, akik összesen 3 érmet szereztek.

## Érmesek
| Érem  | Versenyző      | Sportág   | Versenyszám        |
| ----- | -------------- | --------- | ------------------ |
| Arany | Ímán Helíf     | Ökölvívás | Női váltósúly      |
| Arany | Kaylia Nemour  | Torna     | Női felemás korlát |
| Bronz | Djamel Sedjati | Atlétika  | Férfi 800 m        |

## Asztalitenisz
Férfi
| Versenyző       | Versenyszám | Selejtező         | 64-es főtábla                                  | 32-es főtábla     | Nyolcaddöntő      | Negyeddöntő       | Elődöntő          | Döntő             | Helyezés |
| Versenyző       | Versenyszám | Ellenfél Eredmény | Ellenfél Eredmény                              | Ellenfél Eredmény | Ellenfél Eredmény | Ellenfél Eredmény | Ellenfél Eredmény | Ellenfél Eredmény | Helyezés |
| --------------- | ----------- | ----------------- | ---------------------------------------------- | ----------------- | ----------------- | ----------------- | ----------------- | ----------------- | -------- |
| Mehdi Bouloussa | Egyes       | erőnyerő          | Tomislav Pucar (CRO) · 3–11, 7–11, 5–11, 10–12 | kiesett           | kiesett           | kiesett           | kiesett           | kiesett           | 33.      |

Női
| Versenyző       | Versenyszám | Selejtező         | 64-es főtábla                                        | 32-es főtábla     | Nyolcaddöntő      | Negyeddöntő       | Elődöntő          | Döntő             | Helyezés |
| Versenyző       | Versenyszám | Ellenfél Eredmény | Ellenfél Eredmény                                    | Ellenfél Eredmény | Ellenfél Eredmény | Ellenfél Eredmény | Ellenfél Eredmény | Ellenfél Eredmény | Helyezés |
| --------------- | ----------- | ----------------- | ---------------------------------------------------- | ----------------- | ----------------- | ----------------- | ----------------- | ----------------- | -------- |
| Lynda Loghraibi | Egyes       | erőnyerő          | Csen Meng (Chen Meng) (CHN) · 2–11, 4–11, 5–11, 2–11 | kiesett           | kiesett           | kiesett           | kiesett           | kiesett           | 33.      |

## Atlétika
Férfi
| Versenyző           | Versenyszám    | Előfutam | Előfutam | Előfutam | Vigaszág | Vigaszág | Vigaszág | Elődöntő | Elődöntő | Elődöntő | Döntő   | Döntő    |
| Versenyző           | Versenyszám    | Idő      | Hely.    | Össz.    | Idő      | Hely.    | Össz.    | Idő      | Hely.    | Össz.    | Idő     | Helyezés |
| ------------------- | -------------- | -------- | -------- | -------- | -------- | -------- | -------- | -------- | -------- | -------- | ------- | -------- |
| Mohamed Ali Gouaned | 800 m          | 1:47,34  | 7.       | 41.      | 1:44,37  | 2.       | 2.       | 1:46,52  | 8.       | 22.      | kiesett | kiesett  |
| Slimane Moula       | 800 m          | 1:46,71  | 8.       | 36.      | 1:45,67  | 2.       | 31.      | kiesett  | kiesett  | kiesett  | kiesett | kiesett  |
| Djamel Sedjati      | 800 m          | 1:45,84  | 1.       | 20.      | erőnyerő | erőnyerő | erőnyerő | 1:45,08  | 1.       | 9.       | 1:41,50 |          |
| Amine Bouanani      | 110 m gát      | 13,58    | 5.       | 25.      | 13,54    | 3.       | 27.      | kiesett  | kiesett  | kiesett  | kiesett | kiesett  |
| Bilal Tabti         | 3000 m akadály | 9:04,81  | 12.      | 35.      |          |          |          |          |          |          | kiesett | kiesett  |

| Versenyző          | Versenyszám   | Selejtező                | Selejtező                | Döntő    | Döntő    |
| Versenyző          | Versenyszám   | Eredmény                 | Helyezés                 | Eredmény | Helyezés |
| ------------------ | ------------- | ------------------------ | ------------------------ | -------- | -------- |
| Yasser Triki       | Hármasugrás   | 16,85 m                  | 9.                       | 17,22 m  | 9.       |
| Oussama Khennoussi | Diszkoszvetés | érvényes kísérlet nélkül | érvényes kísérlet nélkül | kiesett  | kiesett  |

Női
| Versenyző   | Versenyszám   | Selejtező | Selejtező | Döntő    | Döntő    |
| Versenyző   | Versenyszám   | Eredmény  | Helyezés  | Eredmény | Helyezés |
| ----------- | ------------- | --------- | --------- | -------- | -------- |
| Zahra Tatar | Kalapácsvetés | 66,99 m   | 25.       | kiesett  | kiesett  |

## Birkózás
Férfi
Kötöttfogású
| Versenyző         | Versenyszám | Selejtező         | Nyolcaddöntő                  | Negyeddöntő       | Elődöntő          | Vigaszág első kör | Vigaszág elődöntő           | Bronz- mérkőzés   | Döntő             | Helyezés |
| Versenyző         | Versenyszám | Ellenfél Eredmény | Ellenfél Eredmény             | Ellenfél Eredmény | Ellenfél Eredmény | Ellenfél Eredmény | Ellenfél Eredmény           | Ellenfél Eredmény | Ellenfél Eredmény | Helyezés |
| ----------------- | ----------- | ----------------- | ----------------------------- | ----------------- | ----------------- | ----------------- | --------------------------- | ----------------- | ----------------- | -------- |
| Abdelkarim Fergat | 60 kg       | erőnyerő          | Mehdi Mohsennejad (IRI) · 0–9 | kiesett           | kiesett           | kiesett           | kiesett                     | kiesett           | kiesett           | 16.      |
| Ishak Ghaiou      | 67 kg       |                   | Saeid Esmaeili (IRI) · 0–10   |                   |                   |                   | Luis Orta (CUB) · 0–9       | kiesett           | kiesett           | 16.      |
| Abdelkrim Ouakali | 77 kg       |                   | Kuszaka Nao (JPN) · 0–9       |                   |                   |                   | Aram Vardanyan (UZB) · 0–11 | kiesett           | kiesett           | 16.      |
| Bachir Sid Azara  | 87 kg       |                   | Lasa Gobadze (GEO) · 1–2      | kiesett           | kiesett           | kiesett           | kiesett                     | kiesett           | kiesett           | 12.      |
| Fadi Rouabah      | 97 kg       |                   | Arvi Savolainen (FIN) · 0–4   | kiesett           | kiesett           | kiesett           | kiesett                     | kiesett           | kiesett           | 16.      |

Szabadfogású
| Versenyző           | Versenyszám | Nyolcaddöntő                 | Negyeddöntő       | Elődöntő          | Vigaszág elődöntő | Bronz- mérkőzés   | Döntő             | Helyezés |
| Versenyző           | Versenyszám | Ellenfél Eredmény            | Ellenfél Eredmény | Ellenfél Eredmény | Ellenfél Eredmény | Ellenfél Eredmény | Ellenfél Eredmény | Helyezés |
| ------------------- | ----------- | ---------------------------- | ----------------- | ----------------- | ----------------- | ----------------- | ----------------- | -------- |
| Fateh Benferdjallah | 86 kg       | Hayato Ishiguro (JPN) · 0–11 | kiesett           | kiesett           | kiesett           | kiesett           | kiesett           | 14.      |

Női
Szabadfogású
| Versenyző       | Versenyszám | Nyolcaddöntő                   | Negyeddöntő       | Elődöntő          | Vigaszág elődöntő                    | Bronz- mérkőzés   | Döntő             | Helyezés |
| Versenyző       | Versenyszám | Ellenfél Eredmény              | Ellenfél Eredmény | Ellenfél Eredmény | Ellenfél Eredmény                    | Ellenfél Eredmény | Ellenfél Eredmény | Helyezés |
| --------------- | ----------- | ------------------------------ | ----------------- | ----------------- | ------------------------------------ | ----------------- | ----------------- | -------- |
| Ibtissem Doudou | 50 kg       | Sarah Hildebrandt (USA) · 0–10 |                   |                   | Feng Ce-csi (Feng Ziqi) (CHN) · 0–10 | kiesett           | kiesett           | 14.      |
| Chaimaa Aouissi | 57 kg       | Odunayo Adekuoroye (NGR) · 0–0 | kiesett           | kiesett           | kiesett                              | kiesett           | kiesett           | 13.      |

## Cselgáncs
Férfi
| Versenyző             | Versenyszám | 32-es főtábla                                 | Nyolcaddöntő      | Negyeddöntő       | Elődöntő          | Vigaszág elődöntő | Bronz- mérkőzés   | Döntő             | Helyezés    |
| Versenyző             | Versenyszám | Ellenfél Eredmény                             | Ellenfél Eredmény | Ellenfél Eredmény | Ellenfél Eredmény | Ellenfél Eredmény | Ellenfél Eredmény | Ellenfél Eredmény | Helyezés    |
| --------------------- | ----------- | --------------------------------------------- | ----------------- | ----------------- | ----------------- | ----------------- | ----------------- | ----------------- | ----------- |
| Messaoud Dris         | Könnyűsúly  | Tohar Butbul (ISR) · 00(0)–10(0) kizárták     | kiesett           | kiesett           | kiesett           | kiesett           | kiesett           | kiesett           | helyezetlen |
| Mohamed El Mehdi Lili | Nehézsúly   | Magomedomar Magomedomarov (UAE) · 00(0)–10(0) | kiesett           | kiesett           | kiesett           | kiesett           | kiesett           | kiesett           | 17.         |

Női
| Versenyző     | Versenyszám | 32-es főtábla                          | Nyolcaddöntő                      | Negyeddöntő       | Elődöntő          | Vigaszág elődöntő | Bronz- mérkőzés   | Döntő             | Helyezés |
| Versenyző     | Versenyszám | Ellenfél Eredmény                      | Ellenfél Eredmény                 | Ellenfél Eredmény | Ellenfél Eredmény | Ellenfél Eredmény | Ellenfél Eredmény | Ellenfél Eredmény | Helyezés |
| ------------- | ----------- | -------------------------------------- | --------------------------------- | ----------------- | ----------------- | ----------------- | ----------------- | ----------------- | -------- |
| Amina Belkadi | Váltósúly   | Anriquelis Barrios (VEN) · 01(2)–00(1) | Andreja Leški (SLO) · 01(1)–10(0) | kiesett           | kiesett           | kiesett           | kiesett           | kiesett           | 9.       |

## Evezés
Férfi
| Versenyző       | Versenyszám  | Előfutam | Előfutam | Vigaszág | Vigaszág | Negyeddöntő | Negyeddöntő | Elődöntő | Elődöntő | Elődöntő | Döntő | Döntő   | Döntő | Helyezés |
| Versenyző       | Versenyszám  | Idő      | Hely.    | Idő      | Hely.    | Idő         | Hely.       | Típus    | Idő      | Hely.    | Típus | Idő     | Hely. | Helyezés |
| --------------- | ------------ | -------- | -------- | -------- | -------- | ----------- | ----------- | -------- | -------- | -------- | ----- | ------- | ----- | -------- |
| Sid Ali Boudina | Egypárevezős | 7:02,94  | 4.       | 7:10,23  | 1.       | 7:06,31     | 5.          | C/D      | 6:57,06  | 3.       | C     | 6:51,99 | 4.    | 16.      |

Női
| Versenyző       | Versenyszám  | Előfutam | Előfutam | Vigaszág | Vigaszág | Negyeddöntő   | Negyeddöntő   | Elődöntő | Elődöntő | Elődöntő | Döntő | Döntő   | Döntő | Helyezés |
| Versenyző       | Versenyszám  | Idő      | Hely.    | Idő      | Hely.    | Idő           | Hely.         | Típus    | Idő      | Hely.    | Típus | Idő     | Hely. | Helyezés |
| --------------- | ------------ | -------- | -------- | -------- | -------- | ------------- | ------------- | -------- | -------- | -------- | ----- | ------- | ----- | -------- |
| Nihed Benchadli | Egypárevezős | 8:06,62  | 5.       | 8:10,34  | 3.       | nem jutott be | nem jutott be | E/F      | 8:34,67  | 1.       | E     | 7:54,25 | 1.    | 25.      |

## Kajak-kenu

### Szlalom
Női
| Versenyző      | Versenyszám | Selejtező | Selejtező | Selejtező | Selejtező | Selejtező     | Selejtező     | Elődöntő | Elődöntő | Döntő   | Döntő    |
| Versenyző      | Versenyszám | 1. futam  | 1. futam  | 2. futam  | 2. futam  | Jobb eredmény | Jobb eredmény | Elődöntő | Elődöntő | Döntő   | Döntő    |
| Versenyző      | Versenyszám | Pont      | Hely.     | Pont      | Hely.     | Pont          | Hely.         | Pont     | Hely.    | Pont    | Helyezés |
| -------------- | ----------- | --------- | --------- | --------- | --------- | ------------- | ------------- | -------- | -------- | ------- | -------- |
| Carole Bouzidi | Kajak egyes | 99,41     | 14.       | 99,50     | 17.       | 99,41         | 19.           | 108,75   | 14.      | kiesett | kiesett  |

Krossz
| Versenyző      | Versenyszám | Selejtező | Selejtező | 1. forduló                                                                       | 1. forduló | Vigaszág   | Vigaszág | Nyolcaddöntő                                                                       | Nyolcaddöntő | Negyeddöntő                                                                 | Negyeddöntő | Elődöntő                                                             | Elődöntő | 5–8. helyért                                            | 5–8. helyért | Döntő      | Döntő | Helyezés |
| Versenyző      | Versenyszám | Idő       | Hely.     | Ellenfelek                                                                       | Hely.      | Ellenfelek | Hely.    | Ellenfelek                                                                         | Hely.        | Ellenfelek                                                                  | Hely.       | Ellenfelek                                                           | Hely.    | Ellenfelek                                              | Hely.        | Ellenfelek | Hely. | Helyezés |
| -------------- | ----------- | --------- | --------- | -------------------------------------------------------------------------------- | ---------- | ---------- | -------- | ---------------------------------------------------------------------------------- | ------------ | --------------------------------------------------------------------------- | ----------- | -------------------------------------------------------------------- | -------- | ------------------------------------------------------- | ------------ | ---------- | ----- | -------- |
| Carole Bouzidi | Női         | 76,68     | 24.       | 10 csoport · Angèle Hug (FRA) · Eva Alina Hočevar (SLO) · Madison Corcoran (IRL) | 2.         | erőnyerő   | erőnyerő | 1 csoport · Camille Prigent (FRA) · Lois Betteridge (CAN) · Eliška Mintálová (SVK) | 1.           | 1 csoport · Elena Lilik (GER) · Camille Prigent (FRA) · Stefanie Horn (ITA) | 2.          | 1 csoport · Noemie Fox (AUS) · Elena Lilik (GER) · Luuka Jones (NZL) | 3.       | Luuka Jones (NZL) · Alena Marx (SUI) · Ana Sátila (BRA) | 3.           |            |       | 7.       |

## Kerékpározás

### Országúti kerékpározás
Férfi
| Versenyző    | Versenyszám   | Idő           | Helyezés      |
| ------------ | ------------- | ------------- | ------------- |
| Yacine Hamza | Mezőnyverseny | nem ért célba | nem ért célba |

Női
| Versenyző      | Versenyszám   | Idő           | Helyezés      |
| -------------- | ------------- | ------------- | ------------- |
| Nesrine Houili | Mezőnyverseny | nem ért célba | nem ért célba |

## Ökölvívás
Férfi
| Versenyző          | Versenyszám     | Selejtező         | Nyolcaddöntő                             | Negyeddöntő       | Elődöntő          | Döntő             | Helyezés |
| Versenyző          | Versenyszám     | Ellenfél Eredmény | Ellenfél Eredmény                        | Ellenfél Eredmény | Ellenfél Eredmény | Ellenfél Eredmény | Helyezés |
| ------------------ | --------------- | ----------------- | ---------------------------------------- | ----------------- | ----------------- | ----------------- | -------- |
| Jugurtha Ait Bekka | Könnyűsúly      | erőnyerő          | Erislandy Álvarez (CUB) · 0–5            | kiesett           | kiesett           | kiesett           | 9.       |
| Mourad Kadi        | Szupernehézsúly |                   | Djamili-Dini Aboudou Moindze (FRA) · 1–4 | kiesett           | kiesett           | kiesett           | 9.       |

Női
| Versenyző        | Versenyszám | Selejtező         | Nyolcaddöntő                  | Negyeddöntő             | Elődöntő                         | Döntő                           | Helyezés |
| Versenyző        | Versenyszám | Ellenfél Eredmény | Ellenfél Eredmény             | Ellenfél Eredmény       | Ellenfél Eredmény                | Ellenfél Eredmény               | Helyezés |
| ---------------- | ----------- | ----------------- | ----------------------------- | ----------------------- | -------------------------------- | ------------------------------- | -------- |
| Roumaysa Boualam | Légsúly     | erőnyerő          | Aira Villegas (PHI) · 0–5     | kiesett                 | kiesett                          | kiesett                         | 9.       |
| Hadjila Khelif   | Könnyűsúly  | erőnyerő          | Natalia Šadrina (SRB) · 0–5   | kiesett                 | kiesett                          | kiesett                         | 9.       |
| Ímán Helíf       | Váltósúly   | erőnyerő          | Angela Carini (ITA) · feladta | Hámori Luca (HUN) · 5–0 | Janjaem Suwannapheng (THA) · 5–0 | Jang Liu (Yang Liu) (CHN) · 5–0 |          |

## Sportlövészet
Férfi
| Versenyző       | Versenyszám | Selejtező | Selejtező | Döntő   | Döntő    |
| Versenyző       | Versenyszám | Pont      | Helyezés  | Pont    | Helyezés |
| --------------- | ----------- | --------- | --------- | ------- | -------- |
| Samir Bouchireb | Légpisztoly | 563       | 29.       | kiesett | kiesett  |
| Kocelia Adoul   | Légpuska    | 613,4     | 49.       | kiesett | kiesett  |

## Súlyemelés
Férfi
| Versenyző    | Versenyszám | Szakítás                 | Szakítás                 | Lökés    | Lökés    | Összesen | Helyezés |
| Versenyző    | Versenyszám | Eredmény                 | Helyezés                 | Eredmény | Helyezés | Összesen | Helyezés |
| ------------ | ----------- | ------------------------ | ------------------------ | -------- | -------- | -------- | -------- |
| Walid Bidani | +102 kg     | érvényes kísérlet nélkül | érvényes kísérlet nélkül | kiesett  | kiesett  | kiesett  | kiesett  |

## Tollaslabda
| Versenyző                      | Versenyszám  | Csoportkör | Csoportkör | Negyeddöntő       | Elődöntő          | Bronz- mérkőzés   | Döntő             | Helyezés |
| Versenyző                      | Versenyszám  | Ellenfél Eredmény | Hely.      | Ellenfél Eredmény | Ellenfél Eredmény | Ellenfél Eredmény | Ellenfél Eredmény | Helyezés |
| ------------------------------ | ------------ | --- | ---------- | ----------------- | ----------------- | ----------------- | ----------------- | -------- |
| Koceila Mammeri Tanina Mammeri | Vegyes páros | B csoport · Dél-Korea (KOR) · Chae Yoo-jung · Seo Seung-jae · 10–21, 7–21 · Thaiföld (THA) · Dechapol Puavaranukroh · Sapsiree Taerattanachai · 14–21, 9–21 · Hollandia (NED) · Selena Piek · Robin Tabeling · 18–21, 9–21 | 4.         | kiesett           | kiesett           | kiesett           | kiesett           | 13.      |

## Torna
Női
| Versenyző     | Versenyszám      | Selejtező | Selejtező | Döntő    | Döntő    |
| Versenyző     | Versenyszám      | Pontszám  | Helyezés  | Pontszám | Helyezés |
| ------------- | ---------------- | --------- | --------- | -------- | -------- |
| Kaylia Nemour | Talaj            | 13,166    | 22.       | kiesett  | kiesett  |
| Kaylia Nemour | Felemás korlát   | 15,600    | 1.        | 15,700   |          |
| Kaylia Nemour | Gerenda          | 13,200    | 32.       | kiesett  | kiesett  |
| Kaylia Nemour | Egyéni összetett | 55,966    | 5.        | 55,899   | 5.       |

## Úszás
Férfi
| Versenyző    | Versenyszám  | Előfutam | Előfutam | Előfutam | Elődöntő | Elődöntő | Elődöntő | Döntő   | Döntő    |
| Versenyző    | Versenyszám  | Idő      | Hely.    | Össz.    | Idő      | Hely.    | Össz.    | Idő     | Helyezés |
| ------------ | ------------ | -------- | -------- | -------- | -------- | -------- | -------- | ------- | -------- |
| Jaouad Syoud | 200 m vegyes | 1:59,41  | 6.       | 15.      | 2:00,13  | 8.       | 15.      | kiesett | kiesett  |

Női
| Versenyző        | Versenyszám | Előfutam | Előfutam | Előfutam | Elődöntő | Elődöntő | Elődöntő | Döntő   | Döntő    |
| Versenyző        | Versenyszám | Idő      | Hely.    | Össz.    | Idő      | Hely.    | Össz.    | Idő     | Helyezés |
| ---------------- | ----------- | -------- | -------- | -------- | -------- | -------- | -------- | ------- | -------- |
| Nesrine Medjahed | 100 m gyors | 57,34    | 8.       | 24.      | kiesett  | kiesett  | kiesett  | kiesett | kiesett  |

## Vitorlázás
Férfi
| Versenyző      | Versenyszám              | Futam | Futam | Futam | Futam | Futam | Futam | Futam | Futam | Futam | Futam | Futam | Futam | Futam | Futam | Futam   | Futam   | Futam   | Pontszám | Helyezés |
| Versenyző      | Versenyszám              | 1     | 2     | 3     | 4     | 5     | 6     | 7     | 8     | 9     | 10    | 11    | 12    | 13    | 14-20 | N       | E       | É       | Pontszám | Helyezés |
| -------------- | ------------------------ | ----- | ----- | ----- | ----- | ----- | ----- | ----- | ----- | ----- | ----- | ----- | ----- | ----- | ----- | ------- | ------- | ------- | -------- | -------- |
| Rami Boudrouma | IQFoil (Szörfvitorlázás) | 22    | 21    | 19    | 20    | 24    | 22    | 17    | 22    | 20    | 24    | 23    | 25    | 24    | X     | kiesett | kiesett | kiesett | 234      | 24.      |

X - törölt futam

## Vívás
Férfi
| Versenyző    | Versenyszám | Selejtező                   | 32-es főtábla     | Nyolcaddöntő      | Negyeddöntő       | Elődöntő          | Bronz- mérkőzés   | Döntő             | Helyezés |
| Versenyző    | Versenyszám | Ellenfél Eredmény           | Ellenfél Eredmény | Ellenfél Eredmény | Ellenfél Eredmény | Ellenfél Eredmény | Ellenfél Eredmény | Ellenfél Eredmény | Helyezés |
| ------------ | ----------- | --------------------------- | ----------------- | ----------------- | ----------------- | ----------------- | ----------------- | ----------------- | -------- |
| Salim Heroui | Tőr, egyéni | Jan Jurkiewicz (POL) · 8–15 | kiesett           | kiesett           | kiesett           | kiesett           | kiesett           | kiesett           | 36.      |

Női
| Versenyző                                                                    | Versenyszám  | Selejtező                      | 32-es főtábla     | Nyolcaddöntő      | Negyeddöntő                                                               | Elődöntő | Bronz- mérkőzés                                                                             | Döntő             | Helyezés |
| Versenyző                                                                    | Versenyszám  | Ellenfél Eredmény              | Ellenfél Eredmény | Ellenfél Eredmény | Ellenfél Eredmény                                                         | Ellenfél Eredmény                                                                                               | Ellenfél Eredmény                                                                           | Ellenfél Eredmény | Helyezés |
| ---------------------------------------------------------------------------- | ------------ | ------------------------------ | ----------------- | ----------------- | ------------------------------------------------------------------------- | --- | ------------------------------------------------------------------------------------------- | ----------------- | -------- |
| Chaima Benadouda                                                             | Kard, egyéni | Aigerim Sarybay (KAZ) · 9–15   | kiesett           | kiesett           | kiesett                                                                   | kiesett | kiesett                                                                                     | kiesett           | 36.      |
| Saoussen Boudiaf                                                             | Kard, egyéni | Olena Kravacka (UKR) · 8–15    | kiesett           | kiesett           | kiesett                                                                   | kiesett | kiesett                                                                                     | kiesett           | 33.      |
| Zohra Nora Kehli                                                             | Kard, egyéni | Yasmine Daghfous (TUN) · 12–15 | kiesett           | kiesett           | kiesett                                                                   | kiesett | kiesett                                                                                     | kiesett           | 34.      |
| Chaima Benadouda Saoussen Boudiaf Kaouther Mohamed Belkebir Zohra Nora Kehli | Kard, csapat |                                |                   |                   | Franciaország (FRA) · Sara Balzer · Cécilia Berder · Manon Brunet · 32–45 | 5–8. helyért · Egyesült Államok (USA) · Maia Chamberlain · Magda Skarbonkiewicz · Elizabeth Tartakovsky · 28–45 | 7. helyért · Olaszország (ITA) · Michela Battiston · Martina Criscio · Irene Vecchi · 27–45 |                   | 8.       |